# Angel's Egg
Angel's Egg är ett musikalbum av Gong som lanserades 1973 på skivbolaget Virgin Records. Albumet är det andra i gruppens trilogi Radio Gnome Invisible. Det släpptes bara månader efter det förra Flying Teapot, och det avslutande albumet i trilogin You släpptes året därpå. Albumet skiljer sig från sin föregångare, bland annat genom att flera av låtarna är betydligt kortare än på Flying Teapot.

## Låtlista
(kompositör inom parentes)
1. "Other Side of the Sky" (Tim Blake, Daevid Allen) - 7:38
2. "Sold to the Highest Buddha" (Mike Howlett, Allen) - 3:10
3. "Castle in the Clouds" (Steve Hillage) - 1:13
4. "Prostitute Poem" (Gilli Smyth, Hillage) - 6:05
5. "Givin My Luv to You" (Allen) - 0:42
6. "Selene" (Allen) - 3:42
7. "Flute Salad" (Didier Malherbe) - 2:46
8. "Oily Way" (Allen, Malherbe) - 3:01
9. "Outer Temple" (Blake, Hillage) - 1:09
10. "Inner Temple" (Allen, Malherbe) - 3:21
11. "Percolations" (Pierre Moerlen) - 0:40
12. "Love is How U Make It" (Moerlen, Allen) - 3:25
13. "I Never Glid Before" (Hillage) - 5:37
14. "Eat That Phone Book Coda" (Malherbe) - 3:10